# Noe Seifert
Noe Samuel Seifert (Sevelen, 29 de octubre de 1998) es un deportista suizo que compite en gimnasia artística.
Ganó dos medallas en el Campeonato Europeo de Gimnasia Artística, en los años 2024 y 2025. Participó en los Juegos Olímpicos de París 2024, ocupando el séptimo lugar en la prueba de equipo.

## Palmarés internacional
| Campeonato Europeo | Campeonato Europeo | Campeonato Europeo | Campeonato Europeo   |
| Año                | Lugar              | Medalla            | Prueba               |
| ------------------ | ------------------ | ------------------ | -------------------- |
| 2024               | Rímini (Italia)    | Medalla de bronce  | Paralelas            |
| 2025               | Leipzig (Alemania) | Medalla de plata   | Concurso por equipos |